# 2004 PW107
2004 PW107, também escrito como 2004 PW107, é um objeto transnetuniano que está localizado no Cinturão de Kuiper, uma região do Sistema Solar. Este corpo celeste está em uma ressonância orbital de 4:7 com o planeta Netuno. Ele possui uma magnitude absoluta de 6,6 e tem um diâmetro estimado com 211 km.

## Descoberta
2004 PW107 foi descoberto no dia 13 de agosto de 2004 pelo astrônomo Marc W. Buie.

## Órbita
A órbita de 2004 PW107 tem uma excentricidade de 0,129 e possui um semieixo maior de 43,561 UA. O seu periélio leva o mesmo a uma distância de 37,944 UA em relação ao Sol e seu afélio a 49,178 UA.